# Liste der Rektoren der Universität Greifswald

Siegel der Alma Mater Gryphiswaldensis von 1456

Die Liste der Rektoren der Universität Greifswald verzeichnet die 351 Rektoren, die – nach dem Landesherrn – der Universität Greifswald von ihrer Gründung im Jahre 1456 bis heute vorgestanden haben.

## 15. Jahrhundert

### 1456–1480
- 1456 Heinrich Rubenow
- 1457 Heinrich Buckow, Johannes Lamside
- 1458 Georg Walter, Hermann Slupwachter
- 1459 Georg Walter, Heinrich Rubenow
- 1460 Vitalis Fleck, Heinrich Nacke
- 1461 Gottfried De Zwina,[1] Konrad Hensel
- 1462 Matthias Wedel, Swantibor Herzog von Pommern, Nikolaus Dedelow (Vizerektor)
- 1463 Heinrich Buckow, Hermann Slupwachter
- 1464 Petrus Reper, Vitalis Fleck
- 1465 Theodericus Stephani
- 1466 Georg Walter, Johannes Parleberg
- 1467 Benedict aus Schweden, Walter Hovener
- 1468 Petrus Reper, Jakob Stake[2]
- 1469 Georg Walter
- 1470 Johannes Wulf, Gervinus Ronnegarwe
- 1471 Hermann Slupwachter, Vitalis Fleck
- 1472 Erasmus Volret, Johannes Parleberg
- 1473 Georg Walter, Erich Nicolai
- 1474 Nikolaus Dedelow, Petrus Reper
- 1475 Georg Walter, Hermann Langenbeck
- 1476 Erasmus Volret, Johannes Parleberg
- 1477 Johannes Brugge,[3] Joachim Conradi
- 1478 Walter Hovener, Johannes Parleberg
- 1479 Arnold Zegeberg, Heinrich ter Porten
- 1480 Johannes Meilof, Nikolaus Dedelow

### 1481–1500
- 1481 Johannes Petri, Arnold Zegeberg
- 1482 Johannes Parleberg, Johannes Meilof
- 1483 Gudmund Ule, Arnold Zegeberg, Walter Hovener
- 1484 Joachim Conradi, Laurentius Bokholt
- 1485 Walter Hovener
- 1486 Joachim Conradi, Johannes Sartor
- 1487 Johannes de Hoya, Johannes Sartor, Martin Carith
- 1488 Laurentius Bokholt, Bartold Bolthen[4]
- 1489 Henning Stephani, Heinrich Morin
- 1490 Joachim Conradi, Johannes Sartor
- 1491 Matthaeus Wolterstorp, Georg Lotze
- 1492 Bernhard Canitz
- 1493 Heinrich Lewetzow, Martin Dalmers
- 1494 Ulrich Malchow,[5] Matthias Dankwart
- 1495 Nikolaus Louwe, Wichmann Kruse
- 1496 Heinrich Bukow, Nikolaus Louwe
- 1497 Johannes Biltzemann, Borchard Bekeman
- 1498 Petrus von Ravenna, Nikolaus Louwe
- 1499 Vincenz von Ravenna,[6] Wichmann Kruse
- 1500 Heinrich Buckow, Borchard Bekeman

## 16. Jahrhundert

### 1501–1520
- 1501 Petrus von Ravenna, Nikolaus Louwe
- 1502 Vincenz von Ravenna, Borchard Bekeman
- 1503 Heinrich Buckow, Petrus Rust
- 1504 Henning Lotze, Otto Brussow
- 1505 Heinrich Buckow, Johann Wetken
- 1506 Henning Lotze, Otto Brussow
- 1507 Wichmann Kruse, Wolffgang Graf von Eberstein
- 1508 Henning Lotze, Petrus Rust
- 1509 Heinrich Buckow, Otto Brussow
- 1510 Wichmann Kruse, Petrus Rust
- 1511 Henning Lotze, Andreas Kikebusch
- 1512 Heinrich Buckow, Johannes Sager
- 1513 Wichmann Kruse, Enwald Schinkel
- 1514 Heinrich Mulert, Enwald Schinkel
- 1515 Henning Lotze, Wichmann Kruse
- 1516 Heinrich Mulert, Wichmann Kruse
- 1517 Johannes Oldendorp, Petrus Rust
- 1518 Heinrich Buckow, Erasmus Xylophylax (Holthuder)
- 1519 Johannes Otto, Wichmann Kruse
- 1520 Heinrich Mulert, Paul Molitor (Molre)

### 1521–1560
- 1521 Wichmann Kruse, Faustinus Blenno[7]
- 1522 Johannes Oldendorp, Erasmus Xylophylax (Holthuder)
- 1523 Petrus Dalevot, Paul Molre (Molitor)
- 1524 Wichmann Kruse, Erasmus Xylophylax (Holthuder), Johannes Otto
- 1525–1539 Hochschulbetrieb eingestellt
- 1539 Ambrosius Scala (Schale)[8]
- 1540 Nikolaus Cordus
- 1541 Bartholomaeus Amantius[9]
- 1542 Benedikt Kitzmann
- 1543 Johannes Otto
- 1544 Johannes Knipstro, Hieronymus Oeder[10]
- 1545 Johannes von Usedom, Cornelius Prusinus[11]
- 1546 Petrus Vincentius, Michael Beuther
- 1547 Johannes Knipstro
- 1548 Laurentius Lindemann
- 1549 Hieronymus Oeder, Sigismund Schoerckel[12]
- 1550 Andreas Magerius, Joachim Moeritz
- 1551 Jakob Runge
- 1552 Joachim Moeritz
- 1553 Johannes Garcaeus, Christian von Kuessow
- 1554 Jakob Runge
- 1555 Gerhard Below
- 1556/57 Bernhard von Behr
- 1558 Johann Friedrich Herzog von Pommern
- 1559 Bogislaw XIII. Herzog von Pommern
- 1560 Herzog Ernst Ludwig von Pommern (Vizerektor: Christoph Gruel)

### 1561–1580
- 1561/62 Ezechias Reich
- 1563 Christian Calenus
- 1563/64 Thomas Mevius
- 1564/65 Jakob Runge
- 1565/66 Jakob Kruse
- 1566/67 Bernhard Macht
- 1567/68 Franz Joel
- 1568/69 Balthasar Rhau
- 1569/70 Andreas Runge
- 1570/71 Christian Calenus
- 1571/72 Hermann Westphal, Ezechias Reich
- 1573/74 Matthaeus Wolf
- 1574/75 Peter Cimdarsius
- 1575/76 Christoph Gruel
- 1576/77 Franz Joel
- 1577/78 Jakob Runge, (Franz Joel), Jakob Runge
- 1578/79 Thomas Mevius
- 1579/80 Christian Calenus
- 1580/81 Paul Klingenberg

### 1581–1600
- 1581/82 Paul Klingenberg
- 1582/83 Matthaeus Wolf
- 1583/84 Petrus Frobesius
- 1584/85 Jakob Seidel
- 1585/86 Balthasar Rhau
- 1586/87 David Wilmannus
- 1587/88 Joachim Stephani
- 1588/89 Christian Calenus
- 1589/90 Paul Klingenberg
- 1590/91 Jakob Runge
- 1591/92 Johann Oesten
- 1592/93 Jakob Seidel
- 1593/94 Balthasar Rhau
- 1594/95 Matthaeus Flegius
- 1595/96 Daniel Runge
- 1596/97 Christian Calenus
- 1597 David Herlitz
- 1598 Christian Calenus
- 1598/99 Friedrich Runge
- 1599/1600 Petrus Frobesius
- 1600/01 Jakob Seidel

## 17. Jahrhundert

### 1601–1620
- 1601/02 Bartholomäus Battus
- 1602/03 Joachim Stephani
- 1603/04 Augustinus Rau
- 1604/05 Petrus Bestenbostel
- 1605/06 Bartholomäus Battus
- 1606/07 Petrus Frobesius
- 1607/08 Jakob Seidel
- 1608/09 Johann Wegener
- 1609/10 Barthold von Krakewitz
- 1610/11 Joachim Stephani
- 1611/12 Augustinus Rau
- 1612/13 Augustinus Rau
- 1613/14 Johann Volkmar
- 1614/15 Bartholomäus Battus
- 1615/16 Petrus Bestenbostel
- 1616/17 Joachim Bering
- 1617/18 Friedrich Gerschow
- 1618/19 Johann Sturm
- 1619/20 Johann Trygophorus
- 1620/21 Barthold von Krakewitz

### 1621–1640
- 1621/22 Friedrich Mevius
- 1622/23 Johann Eberhard
- 1623/24 Alexander Christiani
- 1624/25 Bartholomäus Battus
- 1625/26 Matthias Stephani
- 1626/27 Johann Eberhard
- 1627/28 Barthold von Krakewitz
- 1628/29 Friedrich Gerschow
- 1629/30 Kaspar Zitzmann
- 1630/31 Bartholomäus Battus
- 1631/32 Friedrich Mevius
- 1632/33 Johann Schoener
- 1633/34 Jakob Gerschow
- 1634/35 Ernst Bogislaw Herzog von Croÿ
- 1635/36 Matthias Stephani
- 1636/37 Joachim Völschow
- 1637/38 Balthasar Rau
- 1638 Matthias Stephani
- 1639 Abraham Battus, Joachim Völschow
- 1640 Joachim Völschow
- 1640/41 Abraham Battus

### 1641–1660
- 1641/42 Franz Stypmann
- 1642/43 Johann Beringe
- 1643/44 Mövius Völschow
- 1644/45 Joachim Völschow
- 1645/46 Johann Heun
- 1646 Jakob Gerschow
- 1647 Johann Beringe
- 1648 Franz Stypmann
- 1649 Johann Heun
- 1650 Johannes Michaelis
- 1651 Abraham Battus
- 1652 Petrus Stephani
- 1653 Johann Heun
- 1654 Friedrich Dedekind
- 1655 Johann Beringe
- 1656 Johann Pommeresch
- 1657 Johann Heun
- 1658 Johannes Michaelis
- 1659 Abraham Battus
- 1660 Georgius Engelbrecht

### 1661–1680
- 1661 Johann Heun
- 1662 Friedrich Dedekind
- 1663 Matthäus Tabbert
- 1664 Johann Pommeresch
- 1665 Johann Heun
- 1666 Joachim Rosenow
- 1667 Johannes Michaelis
- 1668 Friedrich Gerdes
- 1669 Christoph Helwig
- 1670 Albert Vogt
- 1671 Abraham Battus
- 1672 Petrus Maskow
- 1673 Christoph Helwig
- 1674 Jakob Henning
- 1675 Albert Vogt
- 1676 Johann Pommeresch
- 1677 Johann Pommeresch
- 1678 Christoph Helwig
- 1679 Joachim Rosenow
- 1680 Augustinus Balthasar

### 1681–1700
- 1681 Friedrich Gerdes
- 1682 Matthaeus Clemasius
- 1683 Christian Saalbach
- 1684 Jakob Henning
- 1685 Petrus Maskow
- 1686 Christoph Helwig
- 1687 Jakob Balthasar
- 1688 Nicolaus Dassow
- 1689 Nicolaus Dassow
- 1690 Alexander Caroc
- 1691 Matthaeus Clemasius
- 1692 Brandanus Henricus Gebhardi
- 1693 Nicolaus Dassow, Konrad Tiburtius Rango
- 1694 Friedrich Gerdes
- 1695 Johann Gerdes
- 1696 Benjamin Potzerne
- 1697 Jakob Henning
- 1698 Petrus Maskow
- 1699 Matthaeus Clemasius
- 1700 Petrus Maskow

## 18. Jahrhundert

### 1701–1720
- 1701 Johann Friedrich Mayer
- 1702 Alexander Caroc
- 1703 Theodor Horn
- 1704 Caspar March
- 1705 Johann Friedrich Mayer
- 1706 Johann Schack
- 1707 Eberhard Barnstorff
- 1708 Johann Philipp Palthen
- 1709 Brandanus Heinrich Gebhardi
- 1710 Henning Christoph Gerdes
- 1711 Christoph Helwig d. J.
- 1712 Jeremias Papke
- 1713 Johann Ludwig Würffel
- 1714 Theodor Horn
- 1715 Johann Lembke
- 1716 Johann Lembke
- 1717 Theodor Horn
- 1718 Brandanus Heinrich Gebhardi
- 1719 Philipp Balthasar Gerdes
- 1720 Johann Abraham Mayer

### 1721–1740
- 1721 Joachim Albert von Krakevitz
- 1722 Joachim Albert von Krakevitz
- 1723 Nikolaus Köppen
- 1724 Joachim Andreas Helwig
- 1725 Johann Lembke
- 1726 Andreas Westphal
- 1727 Philipp Balthasar Gerdes
- 1728 Michael Christian Rusmeyer
- 1729 Joachim Andreas Helwig
- 1730 Christian Stephan Scheffel
- 1731 Nikolaus Köppen
- 1732 Jakob Heinrich von Balthasar
- 1733 Christian Nettelbladt
- 1734 Johann Lembke
- 1735 Albert Georg Schwartz
- 1736 Timotheus Lütkemann
- 1737 Augustin von Balthasar
- 1738 Christian Stephan Scheffel
- 1739 Laurentius Stenzler
- 1740 Michael Christian Rusmeyer

### 1741–1760
- 1741 Hermann Heinrich Engelbrecht
- 1742 Johann Lembke
- 1743 Georg Wilhelm Overkamp
- 1744 Jakob Heinrich von Balthasar
- 1745 Augustin von Balthasar
- 1746 Christian Stephan Scheffel
- 1747 Christian Stephan Scheffel
- 1748 Laurentius Stenzler
- 1749 Siegfried Coeso Aeminga
- 1750 Siegfried Coeso Aeminga
- 1751 Lewin Moeller
- 1752 Lewin Moeller
- 1753 Augustin von Balthasar
- 1754 Christian Stephan Scheffel
- 1755 Carl Johann Kjellman
- 1756 Jacob Heinrich von Balthasar
- 1757 Siegfried Coeso Aeminga
- 1759 Johann Boeckman
- 1760 Johann Carl Dähnert

### 1761–1780
- 1761 Laurentius Stenzler
- 1762 Johann Brandanus Engelbrecht
- 1763 Andreas Westphal d. J.
- 1764 Peter Ahlwardt
- 1765 Johann Ernst Schubert
- 1766 Siegfried Coeso Aeminga
- 1768 Karl Friedrich Rehfeld
- 1769 Johann Georg Peter Möller
- 1770 Bernhard Friedrich Quistorp
- 1771 Bernhard Friedrich Quistorp
- 1772 Hermann Becker
- 1773 Andreas Westphal d. J.
- 1774 Andreas Westphal d. J.
- 1775 Johann Carl Dähnert
- 1778 Johann Christoph Muhrbeck
- 1779 Lambert Heinrich Roehl
- 1780 Georg Brockmann

### 1781–1800
- 1781 Christian Nicolaus Schlichtkrull
- 1782 Karl Friedrich Rehfeld
- 1783 Bernhard Christian Otto
- 1784 Johann Carl Dähnert
- 1785 Theophilus Coelestinus Piper
- 1786 Thomas Heinrich Gadebusch
- 1787 Christian Ehrenfried Weigel
- 1788 Lambert Heinrich Roehl
- 1789 Johann Georg Peter Möller
- 1790 Georg Brockmann
- 1791 Hermann Becker
- 1792 Lorenz Wilhelm von Haselberg
- 1793 Johann Christoph Muhrbeck
- 1794 Johann Quistorp
- 1795 Theophilus Coelestinus Piper
- 1796 David Wilhelm Warnekros
- 1797 Georg Ernst Kletten
- 1798 Andreas Hulten
- 1799 Johann Georg Peter Möller
- 1800 Gottlieb Schlegel

## 19. Jahrhundert

### 1801–1820
- 1801 Emanuel Friedrich Hagemeister
- 1802 Christian Ehrenfried Weigel
- 1803 Johann Christoph Muhrbeck
- 1804 Andreas Bratt
- 1805 Johann Christoph Ziemssen
- 1806 Karl Theodor Gutjahr
- 1807 Lorenz Wilhelm Haselberg
- 1808 Friedrich Gottlieb Canzler
- 1809 Johann Quistorp
- 1810 Johann Christoph Ziemssen
- 1811 Carl Friedrich Voigt
- 1812 Ludwig Gotthard Kosegarten
- 1813 Johann Friedrich Droysen
- 1814 Johann Ernst Parow
- 1815 Karl Schildener
- 1816 Lorenz Wilhelm von Haselberg
- 1817 Gustav Salomon Tillberg
- 1818 Ludwig Gotthard Kosegarten
- 1819 Carl Friedrich Voigt
- 1820 Ludwig Julius Mende

### 1821–1840
- 1821 Peter Friedrich Kanngießer
- 1822 Johann Carl Fischer
- 1823 Ernst Gottfried Adolf Böckel
- 1824 Franz Christian Gesterding
- 1825 Wilhelm Sprengel
- 1826 Wilhelm Sprengel
- 1827 Christian Wilhelm Ahlwardt
- 1828 Gustav Salomon Tillberg
- 1829 Johann Gottfried Ludwig Kosegarten
- 1830 Franz Anton Niemeyer
- 1831 Friedrich August Gottlob Berndt
- 1832 Georg Friedrich Schömann
- 1833 August Friedrich Barkow
- 1834 August Gottlob Ferdinand Schirmer
- 1835 August Friedrich Barkow
- 1836 Christian Friedrich Hornschuch
- 1837 Franz Anton Niemeyer
- 1838 Johann Gottfried Ludwig Kosegarten
- 1839 Johann Friedrich August Grunert
- 1840 Johann Christian Friedrich Finelius

### 1841–1860
- 1841 Georg Friedrich Schömann
- 1842 Philipp Magnus Seifert
- 1843 Johann Erichson
- 1844 Friedrich Ludwig Hünefeld
- 1845 Carl Georg Christoph Beseler
- 1846 Karl August Traugott Vogt
- 1847 Georg Friedrich Schömann
- 1848 Wilhelm Baum
- 1849 August Friedrich Barkow
- 1850 Karl Gottlob Semisch
- 1851 Johann Gottfried Ludwig Kosegarten
- 1852 Konrad Stephan Matthies
- 1853 Friedrich August Gottlob Berndt
- 1854 Carl Georg Christoph Beseler
- 1855 Carl Vogt
- 1856 Georg Friedrich Schömann
- 1857 Heinrich Adolf von Bardeleben
- 1858 Heinrich Haeser
- 1859 Ottokar von Feilitzsch
- 1860 Albert Hoefer

### 1861–1880
- 1861 Eduard Baumstark
- 1862 Carl Vogt
- 1863 Heinrich Adolf von Bardeleben
- 1864 Alwill Hermann Baier
- 1865 Eduard Baumstark
- 1866 Ernst Immanuel Bekker
- 1867 Julius Budge
- 1868 Leopold George
- 1869 Hugo Pernice
- 1870 Julius Münter
- 1871 Heinrich Limpricht
- 1872 Otto von Franklin
- 1873 Wilhelm Ahlwardt
- 1874 Friedrich Grohé
- 1875 Franz Susemihl
- 1876 Friedrich Mosler
- 1877 Carl Hueter
- 1878 Adolf Kießling
- 1879 Karl Franz Häberlin
- 1880 August Preuner

### 1881–1900
- 1881 Leonard Landois
- 1882 Jacob Friedrich Behrend
- 1883 Hermann Cremer
- 1884 Wilhelm Schuppe
- 1885 Rudolf Schirmer
- 1886 Heinrich Ulmann
- 1887 Hugo Schwanert
- 1888 Erich Haupt
- 1889 Hugo Schulz
- 1890 Alexander Reifferscheid
- 1891 Heinrich Zimmer
- 1892 Heinrich Helferich
- 1893 Gustav Pescatore
- 1894 Eduard Koschwitz
- 1895 Victor Schultze
- 1896 Paul Grawitz
- 1897 Jakob Weismann
- 1898 Johannes Rehmke
- 1899 Ernst Bernheim
- 1900 Johannes Haußleiter

## 20. Jahrhundert

### 1901–1920
- 1901 Rudolf Credner
- 1902 Felix Stoerk
- 1903 Friedrich Loeffler
- 1904 Franz Schütt
- 1905 Carl Sartorius
- 1906 Robert Bonnet
- 1907 Otto Seeck
- 1908 Alfred Gercke
- 1909 Georg Frommhold
- 1910 Max Bleibtreu
- 1911 Carl Stange
- 1912 Karl Oldenberg
- 1913 Ernst Stampe
- 1914 Friedrich Wiegand
- 1915 Friedrich Wiegand
- 1916 Gustav Mie
- 1917 Paul Römer
- 1918 Erich Pernice
- 1919 Friedrich Pels Leusden
- 1920 Wilhelm Kähler

### 1921–1945
- 1921 Johannes Kunze
- 1922 Hermann Schwarz
- 1923 Theodor Vahlen
- 1924 Paul Schroeder
- 1925 Paul Merkel
- 1926 Friedrich Krüger
- 1927 Eduard von der Goltz
- 1928 Konrat Ziegler
- 1929 Ottomar Hoehne
- 1930 Gustav Braun
- 1931–1932 Kurt Deißner
- 1933–1934 Wilhelm Meisner
- 1935–1939 Karl Reschke
- 1939–1942 Kurt Wilhelm-Kästner
- 1942–1945 Carl Engel

### 1945–2000
- 1945 Ernst Lohmeyer
- 1946 Rudolf Seeliger
- 1948 Rudolf Gross
- 1950 Hans Beyer
- 1954 Gerhardt Katsch
- 1957 Heinrich Borriss
- 1959 Hans Wehrli
- 1960 Hans Wehrli
- 1962 Hans Wehrli
- 1964 Georg Tartler
- 1966 Werner Scheler
- 1969 Werner Scheler
- 1970 Werner Imig
- 1973 Werner Imig
- 1976 Werner Imig
- 1979 Dieter Birnbaum
- 1982 Dieter Birnbaum
- 1985 Artur Bethke
- 1988 Peter Richter
- 1990–1994 Hans-Jürgen Zobel
- 1994–2000 Jürgen Kohler
- 2000–2003 Hans-Robert Metelmann

## 21. Jahrhundert
- 2003–2013 Rainer Westermann
- 2013–2021 Hannelore Weber
- seit 2021 Katharina Riedel